# Caenolestes convelatus
Caenolestes convelatus is een zoogdier uit de familie van de opossummuizen (Caenolestidae). De wetenschappelijke naam van de soort werd voor het eerst geldig gepubliceerd door Anthony in 1924.

## Voorkomen
De soort komt voor in noordwestelijk Ecuador en westelijk Colombia.